# Mangosta de Selous
La mangosta de Selous (Paracynictis selousi) és un mamífer carnívor del gènere monotípic Paracynictis. Es tracta d'una espècie molt poc coneguda, a causa del fet que gran part del seu comportament social és desconegut.

## Descripció
Té un pelatge de color gris rogenc.

## Distribució
Es troba al sud d'Àfrica a països com Angola, Botswana, Malawi, Moçambic, Namíbia, Sud-àfrica, Zàmbia i Zimbàbue.

## Dieta
S'alimenta d'insectes, lacertilis, granotes, ocells, i petits rosegadors.

## Subespècies
Existeixen quatre subespècies catalogades de mangosta de Selous:
- Paracynictis selousi selousi
- Paracynictis selousi bechuanae
- Paracynictis selousi ngamiensis
- Paracynictis selousi sengaani